# Găteala capului
Găteala capului este un film documentar românesc din 1967 regizat de Paula Popescu-Doreanu.

## Producție
Filmul a fost produs de Studioul „Al. Sahia” și regizat de Paula Popescu-Doreanu. Imaginile au fost filmate de operatorul Liviu Nițu.

## Recepție
Găteala capului a fost prezentat la cea de-a V-a ediție a Festivalului Internațional al Filmului Turistic de la Tarbes (Franța), care a avut loc în anul 1971, și a obținut acolo trofeul „Crinul alb” al premiului „Albert Lamorisse” pentru autenticitate și originalitate.